# Tufão Koppu (2009)
O tufão Koppu (designação internacional: 0915; designação do JTWC: 16W; designação filipina: tempestade tropical Nando) foi um ciclone tropical que afetou o norte das Filipinas e atingiu a costa sudeste da China em meados de setembro de 2009. Sendo o vigésimo segundo ciclone tropical, a décima quinta tempestade dotada de nome e o sétimo tufão da temporada de tufões no Pacífico de 2009, Koppu formou-se de uma área de perturbações meteorológicas ao norte das Filipinas em 13 de setembro. Com condições meteorológicas favoráveis ao seu desenvolvimento, Koppu tornou-se uma tempestade tropical ainda naquele dia, e uma tempestade tropical severa no dia seguinte, assim que adentrava o mar da China Meridional. A partir de então, Koppu começou a sofrer rápida intensificação e se tornou um tufão poucas horas depois, quando atingiu seu pico de intensidade, com ventos máximos sustentados de 120 km/h (10 minutos sustentados), segundo a Agência Meteorológica do Japão (AMJ), ou 140 km/h (1 minuto sustentado), segundo o Joint Typhoon Warning Center (JTWC).
Logo em seguida, Koppu atingiu a costa sudeste da China, próximo a Hong Kong, durante seu pico de intensidade. Uma vez sobre terra, Koppu começou a se enfraquecer rapidamente. Koppu se enfraqueceu para uma tempestade tropical severa no início da madrugada (UTC) de 15 de setembro, e para uma tempestade tropical simples mais tarde naquele dia. Ainda naquela noite, Koppu se enfraqueceu para uma depressão tropical, e a AMJ emitiu seu aviso final sobre o sistema. O JTWC já havia emitido seu aviso final sobre Koppu ainda na madrugada de 15 de setembro.

## História meteorológica

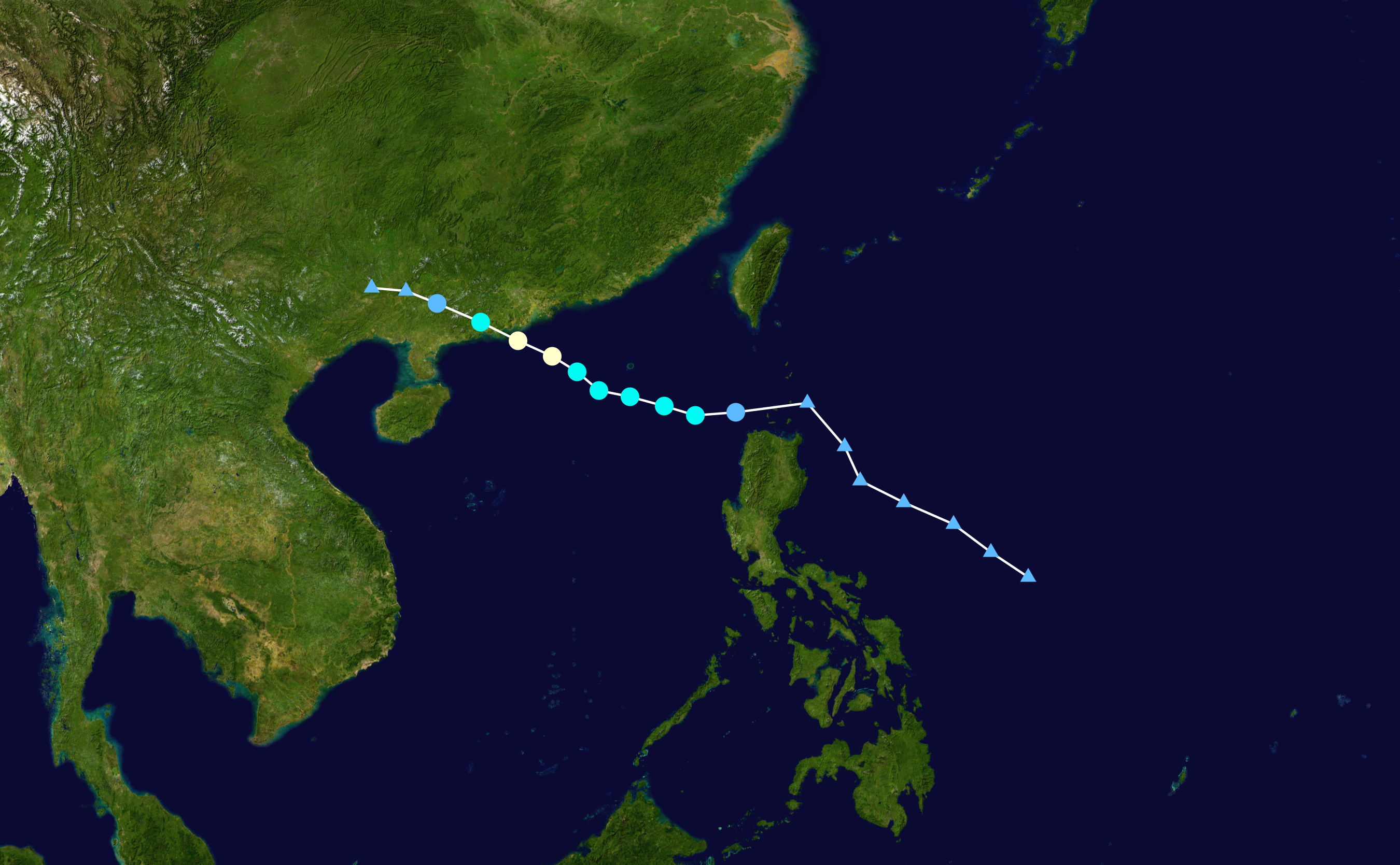
O caminho de Koppu

O tufão Koppu formou-se de uma área de perturbações meteorológicas que persistia a cerca de 1.240 km a leste de Puerto Real, Filipinas, e que começou a mostrar sinais de organização em 10 de setembro. Inicialmente, a perturbação estava dotada de uma circulação ciclônica de baixos níveis ampla e mal definida, que ainda estava incapaz de produzir áreas de convecção profunda. Além disso, o sistema estava situado inicialmente numa região com condições meteorológicas desfavoráveis, com cisalhamento do vento moderado a alto e ausente de mecanismos de fluxo de saída de altos níveis, que é essencial para a organização e intensificação de um ciclone tropical. Contudo, a perturbação começou a produzir novas áreas de convecção profunda no dia seguinte assim que a circulação ciclônica de baixos níveis começou a ficar mais consolidada. Durante a manhã (UTC), a Agência Meteorológica do Japão, agência designada pela Organização Meteorológica Mundial para a monitoração de ciclones tropicais no oceano Pacífico Noroeste, classificou o sistema para uma depressão tropical fraca. A perturbação continuou a se organizar assim que o cisalhamento do vento de altos níveis diminuiu, permitindo a formação de novas áreas de convecção. Baseado na contínua consolidação de sua circulação ciclônica de baixos níveis, o Joint Typhoon Warning Center (JTWC), órgão da Marinha dos Estados Unidos responsável pela monitoração de ciclones tropicais, emitiu um Alerta de Formação de Ciclone Tropical (AFCT) sobre o sistema, que significava que a perturbação poderia se tornar um ciclone tropical significativo dentro de um período de 12 a 24 horas. Logo em seguida, a Administração de Serviços Atmosféricos, Geofísicos e Astronômicos das Filipinas também classificou a perturbação para uma depressão tropical, e atribuiu-lhe o nome filipino de "Nando". No início da madrugada (UTC) de 13 de setembro, a AMJ classificou o sistema para uma depressão tropical plena. Poucas horas depois, o JTWC classificou a perturbação para uma depressão tropical, atribuindo-lhe a designação 16W, com base na contínua consolidação do seu centro ciclônico de baixos níveis, que estava exposto, livre de nuvens antes da formação de novas áreas de convecção profunda.
Seguindo para oeste pela periferia sul de uma alta subtropical, a depressão não conseguiu se intensificar rapidamente devido à ausência de mecanismos de fluxos de saída, que permitem a formação de novas áreas de convecção profunda. Mais tarde, no início daquela noite, a AMJ classificou o sistema para uma tempestade tropical, atribuindo-lhe o nome "Koppu", nome que foi submetido à lista de nomes de tufões pelo Japão, e significa "cratera" ou "copo" na língua japonesa. Poucas horas depois, o JTWC também classificou Koppu para uma tempestade tropical assim que o sistema conseguiu desenvolver fluxos de saída meridionais bem consolidados. Mesmo com a sua intensificação, Koppu ainda estava desorganizado estruturalmente. Seu centro ciclônico de baixos níveis estava exposto, livre de nuvens, indicando a presença de cisalhamento do vento moderado. Porém, os fluxos de saída meridionais permitiam a intensificação do sistema. Durante o início da manhã (UTC) de 14 de setembro, a AMJ classificou Koppu para uma tempestade tropical severa assim que o sistema continuava a se intensificar gradualmente. A partir de então, Koppu começou a seguir mais para noroeste assim que adentrava o mar da China Meridional. Durante aquela tarde, um olho mal definido formou-se no centro de suas áreas de convecção profunda. Contudo, a tempestade não estava dotada de uma parede do olho totalmente fechada. Continuando a se intensificar, Koppu se tornou um tufão no início daquela noite, segundo a AMJ. Poucas horas mais tarde, o JTWC também classificou Koppu para um tufão baseado também na contínua intensificação do ciclone. Naquele momento, Koppu apresentava um olho mal definido, e não apresentava áreas de convecção no seu quadrante noroeste, provavelmente devido à interação de parte de sua circulação com o sudeste da China.
Naquele momento, Koppu atingiu seu pico de intensidade, com ventos máximos sustentados de 130 km/h (1 minuto sustentado), segundo o JTWC, ou 120 km/h (10 minutos sustentado), segundo a AMJ.
Koppu fez landfall na costa do sudeste da China logo no início da madrugada (UTC) de 15 de setembro, durante seu pico de intensidade. A partir de então, Koppu começou a se desorganizar e a se enfraquecer rapidamente. Com isso, a AMJ logo desclassificou o sistema para uma tempestade tropical severa. Poucas horas depois, o JTWC também desclassificou Koppu para uma tempestade tropical e emitiu seu aviso final sobre o sistema, com base na rápida degeneração das áreas de convecção profunda associadas ao centro ciclônico de baixos níveis, que também estava se degenerando rapidamente. Com o rápido enfraquecimento de Koppu sobre terra, a AMJ desclassificou o sistema para uma tempestade tropical simples ainda naquela manhã, e para uma depressão tropical mais tarde naquele dia, quando também emitiu seu aviso final sobre o sistema.

## Preparativos e impactos
Nas Filipinas, as bandas de tempestade externas de Koppu causaram chuvas torrenciais na ilha de Luzon, norte das Filipinas, que afetaram mais de 48.000 pessoas e mais de uma centena desabrigada ou desalojada. Pelo menos três pessoas morreram e outras três pessoas ficaram feridas devido às enchentes e deslizamentos de terra associados.
O Observatório de Hong Kong (HKO), a agência meteorológica da cidade, içou um sinal de alerta de tempestade nível oito, num sistema onde o nível dez é o mais alto, antes da chegada de Koppu na região em 15 de setembro. Ainda naquele dia, Koppu atingiu a região, mas não provocou danos significativos. Apenas algumas rodovias ficaram fechadas temporariamente devido à queda de árvores e de destroços. Os serviços de ônibus, de trens e de balsas foram temporariamente suspensos durante a passagem do tufão. As aulas também ficaram suspensas durante a passagem de Koppu. A cidade registrou oito pontos diferentes de enchentes, mas nenhuma provocou danos significativos. Mesmo assim, 26 abrigos temporários foram abertos, que receberam um total de 260 pessoas. 58 pessoas tiveram ferimentos leves devido à objetos lançados pelo vento em Hong Kong. Mais tarde, o governo de Hong Kong revisou os números de feridos para 70, sendo que quatro ficaram seriamente feridos. Donald Tsang, Chefe do Executivo de Hong Kong, visitou a área de Hong Kong mais afetada pelo tufão, a região de Tai O, para avaliar a situação dos residentes, que tiveram que recorrer a abrigos temporários devido à ameaças de deslizamento de terra.
Na província chinesa de Guangdong (Cantão), mais de um milhão de pessoas foram diretamente afetadas por Koppu. Inicialmente, relatos indicavam que apenas uma pessoas estava desaparecida na cidade de Zhuhai. Em Shenzhen, 169 voos tiveram que ser adiados, afetando quase 10.000 passageiros. Várias estradas da região foram interrompidas por árvores que caíram pelos fortes ventos de Koppu. Na cidade de Sanya, na ilha de Hainan, sul da China, a precipitação acumulada associada a Koppu chegou a 167 mm. No estreito de Qiongzhou, a navegação que liga a ilha de Hainan à China continental foi suspensa. Em 16 de setembro, relatos já indicavam que três pessoas estavam mortas e que quatro estavam desaparecidas em Guangdong devido aos efeitos de Koppu. As mortes ocorreram na cidade de Luoding e os desaparecidos são da cidade de Xinyi. Nestas cidades e aos arredores, Koppu trouxe alívio, já que a região enfrentava uma forte estiagem. Porém, as chuvas e os fortes ventos também causaram destruição. Várias residências da região foram danificadas ou destruídas. Em Zhuhai, uma embarcação com a bandeira do Panamá encalhou, e mais de cinco toneladas de óleo combustível foram despejadas na costa e no mar. O gerenciamento do derrame de óleo foi rápida, e várias bombas de recolhimento de óleo já estavam em operação antes da mancha de óleo alcançar áreas de piscicultura. No dia seguinte, o número de mortos foi atualizado para sete, sendo que quatro foram mortos por uma avalanche de lama.
O número de desaparecidos também foi elevado para seis. Naquele dia, os relatos diziam que mais de 100.000 residentes tiveram que deixar suas casas e que as perdas econômicas superaram dois bilhões de yuan, cerca de 300 milhões de dólares. Naquele dia, o Ministro de Assuntos Civis e da Comissão de Mitigação de Desastres enviaram equipes de operação para aliviar a situação causada por Koppu em Guangdong. Além disso, o número de pessoas desalojadas ou desabrigadas foi revisado para 115.000 horas depois. Segundo este relato, cerca de 2.600 residências foram danificadas e mais de 5.100 foram totalmente destruídas, sendo que 1.250 se concentraram somente nas cidades de Yangchun, Xinyi e Luoding. Ainda naquele dia, o número de mortos foi revisado para nove, e o número de desaparecidos também foi revisado para nove. O número total de afetados por Koppu em Guangdong também foi revisado para 1,44 milhões em mais de 287 comunidades. Além disso, o número de desalojados ou desabrigados aumentou para 19.800 somente na cidade de Luoding. Em 24 de setembro, o governo chinês oficializou o envio de 86 milhões de yuan, cerca de 12,6 milhões de dólares (valores em 2009) para a reconstrução e para a remanejamento das pessoas afetadas pelo tufão. Guangdong e a Região Autônoma de Guangxi tornaram-se elegíveis para a recepção da ajuda econômica.